# 1. FK Drnovice
Der 1. FK Drnovice (offizieller Name: 1. FKD, a.s.) ist ein tschechischer Fußballverein aus Drnovice (deutsch Drnowitz), einer Gemeinde mit knapp 2.200 Einwohnern nahe Vyškov (Wischau) in Mähren. Die Mannschaft spielte von 1993 bis 2002 und noch einmal in der Saison 2004/05 in der ersten tschechischen Liga. Seit 2010 spielt der 2007 neugegründete Klub in der 7. tschechischen Fußballliga in der I. Klasse B der Südmährischen Region.

## Vereinsgeschichte
Bis Mitte der 1980er-Jahre war der Fußballklub aus der kleinen Gemeinde Drnovice über die Region hinaus völlig unbekannt. Noch 1976/77 spielte der Verein in der 8. Liga. 1982 übernahm der ehemalige Spieler Jan Gottvald, in Drnovice geboren, die Leitung des Vereins. Gottvald war Waschmaschinenreparateur und Autoverkäufer, später Chef von Mototechna, einem Unternehmen, das mit Autoteilen handelte.
1986 stiegen die Dorfkicker in die Divize, die vierthöchste Spielklasse, auf. Sie gewannen die Gruppe D und stiegen in die 3. Liga auf (damals 2. ČNL). 1990 folgte der Aufstieg in die 2. Liga, und 1993 feierte man in Drnovice den Aufstieg in die 1. Liga. Gottvalds Traum vom Erstligafußball auf dem Dorf war wahr geworden.
In der Premierensaison sorgte der Klub für einen Dopingskandal. In der so genannten Karamelbonbonaffäre wurden die Spieler Rostislav Prokop und Milan Poštulka für zwei Jahre gesperrt, der Verein selbst kam mit 50.000 Kronen Geldstrafe davon. Prokop und Poštulka waren nach dem Spiel gegen Viktoria Pilsen Anfang Oktober positiv getestet worden. Später kam heraus, dass Trainer Jindřich Dejmal den Spielern angeblich Karamelbonbons gab, die eine verbotene Substanz erhielten. Dejmal wurde von Gottvald umgehend gefeuert, Nachfolger wurde Karel Brückner.

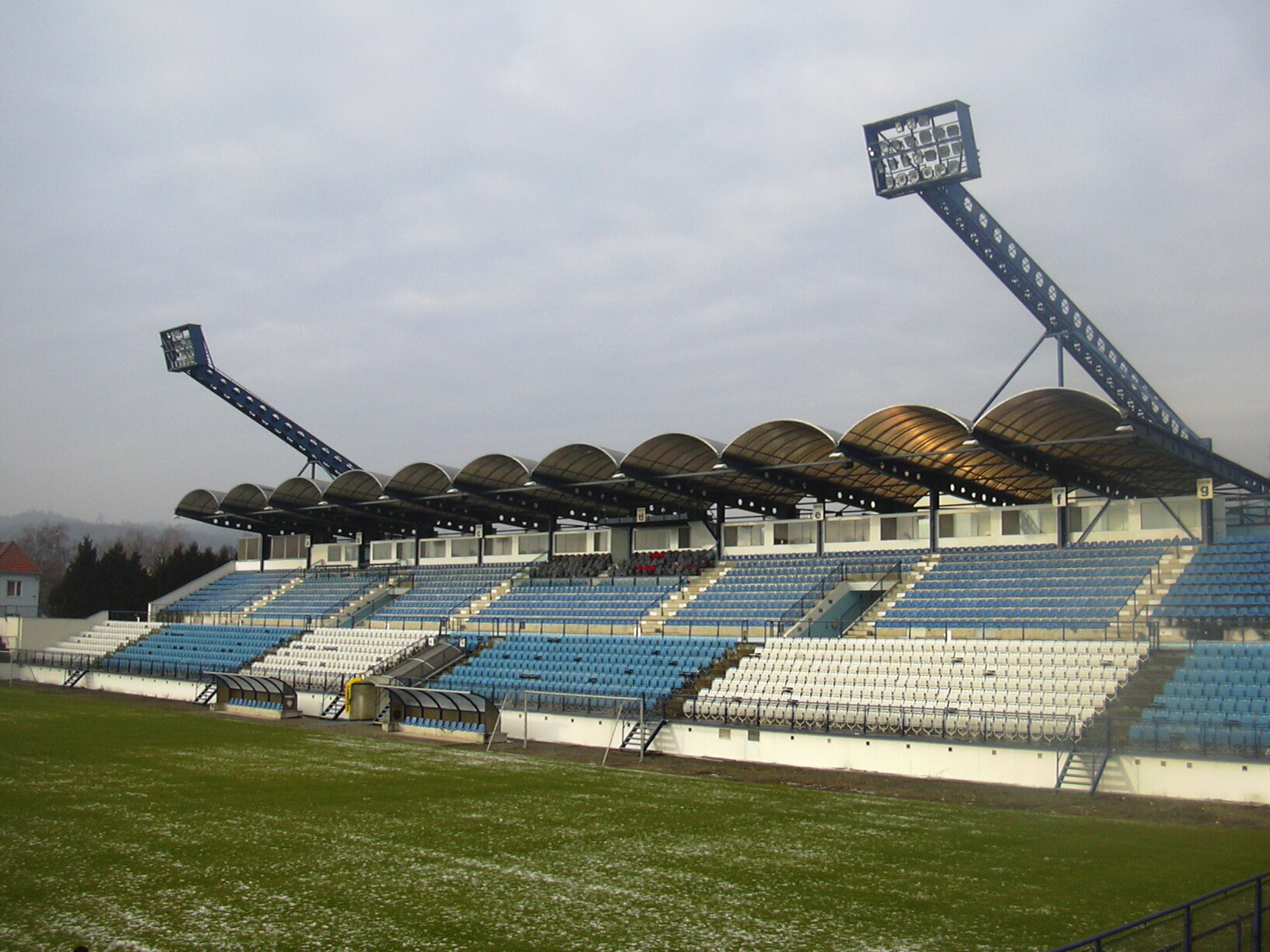
Fußballstadion Drnovice

1994 verkaufte Jan Gottvald den Klub an den Chemiekonzern Chemapol, da er nach eigenem Bekunden kein Geld für die weitere Finanzierung hatte. Er blieb aber in leitender Position. Zudem wurde er stellvertretender Vorsitzender des tschechischen Fußballverbandes und blieb es bis 2000. Chemapol unterhielt in Tschechien ein Tankstellennetz der Marke Petra, der Klub hieß nun FC Petra Drnovice. Chemapol finanzierte den Klub und auch den Stadionausbau. In Drnovice entstand ein Schmuckkästchen, das internationalen Standards genügte und in dem am 18. August 1999 ein Länderspiel stattfand, dass die Tschechische Nationalmannschaft mit 3:0 gegen die Schweiz gewann.

Logo als FC Petra Drnovice

Petra Drnovice gehörte in den 1990er-Jahren meist zum Mittelfeld der Gambrinus-Liga. 1996 und 1998 kam der Verein jeweils in das Finale des Tschechischen Pokals, scheiterte aber an Sparta Prag und FK Jablonec. Gottvald verlor mehr und mehr an Einfluss und verließ nach einem Streit mit dem Chemapol-Chef 1998 den Klub endgültig. Chemapol ging 1999 überraschend in Konkurs und verkaufte den Klub für 15 Millionen Kronen an Persport, einem Unternehmen des ehemaligen Tennisspielers Tomáš Petera. Nur wenige Monate später überließ Petera Drnovice erneut Jan Gottvald, der nach fünf Jahren wieder Vorsitzender des Vereins war.
In der Saison 1999/2000 belegte Drnovice den dritten Rang und qualifizierte sich so für den UEFA-Pokal. In der Vorrunde siegte man gegen FK Budućnost Banovići aus Bosnien und Herzegowina mit 3:0 und 1:0. In der 1. Hauptrunde erwies sich der TSV 1860 München als zu stark, nach einem 0:0 zu Hause verlor man im Münchner Olympiastadion mit 0:1. Gottvald hatte Probleme, den Klub alleine zu finanzieren.
Ab August 2000 war der in FK Drnovice umbenannte Verein in Konkurs. In einer undurchsichtigen Aktion im März 2001 verkaufte Gottvald den FK Drnovice an die weitgehend unbekannte Gesellschaft Corimex. Im Oktober desselben Jahres verließ Gottvald die Leitung des Vereins. Gegen ihn wurde wegen Betrugs und anderer wirtschaftskrimineller Delikte ermittelt, im Februar 2002 wurde er verhaftet und landete für mehrere Monate im Gefängnis. In dieser Zeit wurden die finanziellen Probleme so groß, dass der Verein in der laufenden Saison neun Spieler an den Ligakonkurrenten Marila Příbram verkaufte. Trainer Karel Jarůšek trat daraufhin zurück. Am Saisonende stieg Drnovice als Fünfzehnter ab.
Der Verband verweigerte dem Klub die Zweitligalizenz, so dass sich Drnovice 2002/03 in der MSFL, der 3. Liga, wiederfand. Im Februar 2003 ersteigerte das ortsansässige Unternehmen Garmondi die Restmasse aus dem Konkursverfahren und überließ den Klub Jan Gottvald, der im Sommer 2003 wieder Präsident des Vereins wurde, nachdem er gegen Kaution von 20 Millionen Kronen auf freien Fuß gekommen war. Gottvald verstärkte den Kader, Drnovice gewann die MSFL mit großem Vorsprung. 2003/04 gelang der Durchmarsch in die 1. Liga.
Im August 2004 kaufte das Schweizer Unternehmen Sunstone Vermögen & Treuhand den Klub, der die Saison 2004/05 auf einem achten Platz abschloss. Nachdem Sunstone keine weiteren Partner zur Finanzierung des Klubs gefunden hatte, verkaufte das Unternehmen sämtliche Aktien für angeblich 10 Millionen Kronen an Jan Gottvald und seinen Sohn Robert. Der damalige Verwaltungsratspräsident Alessandro Leo machte zudem regulatorische Schwierigkeiten geltend, welche bei der Aktienübertragung nicht ausgeräumt werden konnten. Aus finanziellen Gründen verzichtete der in 1. FKD umbenannte Klub auf Erteilung einer Erstligalizenz und spielte in der 2. Liga, wo er sich weiterhin mit großen finanziellen Schwierigkeiten plagte. Im Januar 2006 spitzte sich die Krise zu, die Spieler drohten angeblich mit einem Streik, falls ihnen die seit Juli 2005 geschuldeten Löhne nicht ausbezahlt würden. Am Saisonende sicherte sich Drnovice nur dank des besseren direkten Vergleichs mit Sparta Prag B den Klassenerhalt.
Gottvald ging aber nun endgültig das Geld aus, er meldete die Herrenmannschaft vom Spielbetrieb ab. 2006/07 nahmen nur Jugendmannschaften des 1. FKD am Spielbetrieb teil und zum 1. Juli 2007 wurden diese an den benachbarten Verein Rostex Vyškov abgegeben.
2007 erfolgte die Neugründung des Vereins als FKD und man trat in der 10. und somit untersten tschechischen Fußballliga an. Nach drei hintereinanderfolgenden Aufstiegen spielt die Mannschaft seit 2010 in der siebthöchsten tschechischen Liga.

## Erfolge
- 3. Platz Gambrinus Liga 1999/00
- Teilnahme am UEFA-Pokal 2000/01

## Europapokalbilanz
| Saison  | Wettbewerb | Runde         | Gegner                | Gesamt | Hin     | Rück    |
| ------- | ---------- | ------------- | --------------------- | ------ | ------- | ------- |
| 2000/01 | UEFA-Pokal | Qualifikation | FK Budućnost Banovići | 4:0    | 3:0 (H) | 1:0 (A) |
| 2000/01 | UEFA-Pokal | 1. Runde      | TSV 1860 München      | 0:1    | 0:0 (H) | 0:1 (A) |

Gesamtbilanz: 4 Spiele, 2 Siege, 1 Unentschieden, 1 Niederlage, 4:1 Tore (Tordifferenz +3)

## Vereinsnamen
Gegründet wurde der Verein im Jahre 1932 als Česká sportovní společnost Drnovice. 1948 erfolgte die Umbenennung in Sokol Drnovice. Weitere Umbenennungen gab es 1961 in TJ Drnovice, 1989 in TJ JZD Drnovice, 1990 in TJ Agro Drnovice, 1990 in FC Gera Drnovice, 1993 in FC Olpran Drnovice, 1993 in FC Petra Drnovice, 2000 in FK Drnovice und 2003 in 1. FKD.

## Bekannte ehemalige Spieler
- Radek Drulák erzielte zwischen 1994 und 1997 50 Tore für Petra Drnovice
- Zdeněk Grygera der Nationalspieler begann 1998/99 bei Drnovice seine Karriere
- Miroslav Kadlec spielte von 1998 bis 2001 für den Verein
- Róbert Kafka
- Jiří Kaufman der Stürmer spielte von 1998 bis 2000 in Drnovice
- Luboš Kubík der WM-Teilnehmer 1990 lief 1995/96 für Drnovice auf
- Miloslav Kufa spielte von 1996 bis 2000 in Drnovice
- Ladislav Maier 1990 bis 1992 in Drnovice
- Tomáš Poštulka der Torhüter machte 1993 zwei Spiele für Drnovice
- Vítězslav Tuma Torschützenkönig 2000/01
- Vladimír Weiss der spätere Trainer von Artmedia Bratislava spielte 1993 für Drnovice

## Trainer
- František Komňacký (1986–1988)

### Bisherige Trainer seit 1993
| - Jindřich Dejmal (7/1993–12/1993) - Karel Brückner (1/1994–10/1994) - Stanislav Jarábek (11/1994–6/1995) - Milan Bokša (7/1995–6/1996) - Ján Kocian (7/1997–6/1998) | - Jindřich Dejmal (7/1998–3/1999) - Ivan Kopecký (3/1999–5/1999) - Karel Večeřa (5/1999–6/2001) - Karel Jarůšek (7/2001–3/2002) - Josef Mazura (4/2002–6/03) | - Václav Daněk (7/03–12/2003) - Josef Mazura (1/2004–10/2005) - Miroslav Kouřil (10/2005–6/2006) |

## Ligazugehörigkeit Tschechoslowakei
|         | 82/83 | 83/84 | 84/85 | 85/86 | 86/87 | 87/88 | 88/89 | 89/90 | 90/91 | 91/92 | 92/93 |
| ------- | ----- | ----- | ----- | ----- | ----- | ----- | ----- | ----- | ----- | ----- | ----- |
| 1. Liga |       |       |       |       |       |       |       |       |       |       |       |
| 2. Liga |       |       |       |       |       |       |       |       | 14.   | 6.    | 2.    |
| 3. Liga |       |       |       |       |       | 4.    | 9.    | 1.    |       |       |       |
| 4. Liga |       |       |       |       | 1.    |       |       |       |       |       |       |
| 5. Liga |       |       |       | 1.    |       |       |       |       |       |       |       |
| 6. Liga |       | 5.    | 1.    |       |       |       |       |       |       |       |       |
| 7. Liga | 1.    |       |       |       |       |       |       |       |       |       |       |

## Ligazugehörigkeit Tschechien
|         | 93/94 | 94/95 | 95/96 | 96/97 | 97/98 | 98/99 | 99/00 | 00/01 | 01/02 | 02/03 | 03/04 | 04/05 | 05/06 |
| ------- | ----- | ----- | ----- | ----- | ----- | ----- | ----- | ----- | ----- | ----- | ----- | ----- | ----- |
| 1. Liga | 10.   | 6.    | 5.    | 7.    | 9.    | 11.   | 3.    | 7.    | 15.   |       |       | 8.    |       |
| 2. Liga |       |       |       |       |       |       |       |       |       |       | 2.    |       | 14.   |
| 3. Liga |       |       |       |       |       |       |       |       |       | 1.    |       |       |       |